# Pterygoplichthys
Pterygoplichthys är ett släkte av fiskar. Pterygoplichthys ingår i familjen Loricariidae.
Kladogram enligt Catalogue of Life:
| Pterygoplichthys | \| \| Pterygoplichthys anisitsi \| \| \| \| \| \| Pterygoplichthys disjunctivus \| \| \| \| \| \| Pterygoplichthys etentaculatus \| \| \| \| \| \| Pterygoplichthys gibbiceps \| \| \| \| \| \| Pterygoplichthys joselimaianus \| \| \| \| \| \| Pterygoplichthys lituratus \| \| \| \| \| \| Pterygoplichthys multiradiatus \| \| \| \| \| \| Pterygoplichthys pardalis \| \| \| \| \| \| Pterygoplichthys parnaibae \| \| \| \| \| \| Pterygoplichthys punctatus \| \| \| \| \| \| Pterygoplichthys scrophus \| \| \| \| \| \| Pterygoplichthys undecimalis \| \| \| \| \| \| Pterygoplichthys weberi \| \| \| \| \| \| Pterygoplichthys xinguensis \| \| \| \| \| \| Pterygoplichthys zuliaensis \| \| \| \| |
|                  | \| \| Pterygoplichthys anisitsi \| \| \| \| \| \| Pterygoplichthys disjunctivus \| \| \| \| \| \| Pterygoplichthys etentaculatus \| \| \| \| \| \| Pterygoplichthys gibbiceps \| \| \| \| \| \| Pterygoplichthys joselimaianus \| \| \| \| \| \| Pterygoplichthys lituratus \| \| \| \| \| \| Pterygoplichthys multiradiatus \| \| \| \| \| \| Pterygoplichthys pardalis \| \| \| \| \| \| Pterygoplichthys parnaibae \| \| \| \| \| \| Pterygoplichthys punctatus \| \| \| \| \| \| Pterygoplichthys scrophus \| \| \| \| \| \| Pterygoplichthys undecimalis \| \| \| \| \| \| Pterygoplichthys weberi \| \| \| \| \| \| Pterygoplichthys xinguensis \| \| \| \| \| \| Pterygoplichthys zuliaensis \| \| \| \| |
|                  | Pterygoplichthys anisitsi |
|                  | |
|                  | Pterygoplichthys disjunctivus |
|                  | |
|                  | Pterygoplichthys etentaculatus |
|                  | |
|                  | Pterygoplichthys gibbiceps |
|                  | |
|                  | Pterygoplichthys joselimaianus |
|                  | |
|                  | Pterygoplichthys lituratus |
|                  | |
|                  | Pterygoplichthys multiradiatus |
|                  | |
|                  | Pterygoplichthys pardalis |
|                  | |
|                  | Pterygoplichthys parnaibae |
|                  | |
|                  | Pterygoplichthys punctatus |
|                  | |
|                  | Pterygoplichthys scrophus |
|                  | |
|                  | Pterygoplichthys undecimalis |
|                  | |
|                  | Pterygoplichthys weberi |
|                  | |
|                  | Pterygoplichthys xinguensis |
|                  | |
|                  | Pterygoplichthys zuliaensis |
|                  | |